# Parte frazionaria
La parte frazionaria (nota anche come mantissa) è una funzione che associa ad ogni numero reale x il suo valore diminuito della sua parte intera:
{\displaystyle \{x\}=x-\lfloor x\rfloor }
Questa funzione, quindi, assume tutti i valori dell'intervallo [0,1), è periodica con periodo uguale a 1, non è né pari né dispari. Non è una funzione iniettiva, quindi non è invertibile; si possono ricavare da essa funzioni dotate di inversa, cioè funzioni biiettive, restringendo il suo dominio ad un intervallo [a,a+1) o (a,a+1]; in particolare la sua restrizione a [0,1) è la funzione identica, che coincide con la propria inversa.

## Parte frazionaria di numeri negativi
Mentre nel caso di valori positivi la definizione è ovvia, per valori negativi esistono differenti definizioni di parte frazionaria. Una definizione comune è semplicemente la stessa usata per valori positivi {\displaystyle \{x\}=x-\lfloor x\rfloor }, mentre altri autori la definiscono come la parte a destra del separatore decimale, ovvero {\displaystyle \{x\}=|x|-\lfloor |x|\rfloor } o, ancora, come la parte a destra del separatore decimale con segno, che è una funzione dispari definita per casi
{\displaystyle \{x\}={\begin{cases}x-\lfloor x\rfloor &x\geq 0\\x-\lceil x\rceil &x<0\end{cases}}}